# Estádio de Tóquio
O Estádio de Tóquio (japonês: 東京スタジアム, Hepburn: Tōkyō Sutajiamu) é uma arena multiúso localizada em Chofu, Tóquio, Japão. Também conhecido como Estádio Ajinomoto (味の素スタジアム, Ajinomoto Sutajiamu).
O estádio foi fundado em Kanto Mura, através da reutilização de áreas que foram utilizadas pelas Forças Armadas do Japão. Este estádio foi o primeiro a colocar à venda o direito de nome, que foi vendido por cinco anos, a Ajinomoto Co., Inc., no valor de 1,2 bilhões de ienes (cerca de 10 milhões de dólares).
Pode acomodar 49.970 espectadores, divididos em dois setores, o setor superior tem mais de 20.600 lugares, enquanto a extremidade inferior tem 29.370 lugares, todos os assentos são marcados. Em cada setor, os locais são classificados em quatro segmentos (principal, norte, sul e parte traseira).
A parte superior das arquibancadas é cobertas por um telhado construído de Teflon para a área da frente e para a de trás , e policarbonato para os setores norte e sul. Esta abriga três cabines de televisão, salas VIP e um salão de recepção. Possui dois ecrãs LED localizado em ambos os lados da campo.
No estádio, a Japan League Soccer realiza muitos jogos. Além de ser utilizado para algumas partidas de divisões inferiores. Na Copa do Mundo de 2002, a equipe da Arábia Saudita, treinou no estádio, tornando-se seu principal local de concentração e treino ao longo do torneio.
Além disso, há jogos de rugby e futebol. Por vezes é utilizada para concertos e shows.
O estádio possui dois times da casa - F.C. Tokyo e o Tokyo Verdy. Além dos jogos da primeira e da segunda divisão da Japan League, acontecem também a Copa do Imperador e a Copa Japan League.